# Frankfurter Straße (Heilbronn)
Die Frankfurter Straße ist eine Straße in Heilbronn. Sie geht auf einen alten Fernweg zurück, der einst als westlicher Zugang zur Stadt zur Neckarbrücke führte. Heute ist sie eine teilweise verkehrsberuhigte Nebenstraße, die sowohl im Bereich des Schießhauses wie auch an ihrer östlichen Einmündung in die Bahnhofstraße nur noch für Fußgänger freigegeben ist.

## Geschichte, historischer und heutiger Verlauf
Die Frankfurter Straße war Teil eines alten fränkischen Königswegs, der von Frankfurt am Main kommend als „Alte Hällische Straße“ von Heilbronn weiter nach Schwäbisch Hall führte. Der ursprüngliche Straßenzug könnte einst von Westen kommend in gerader Linie über eine Neckarfurt auf das Tor des Deutschhofes zugelaufen sein. Spätestens mit der Veränderung der Flussverhältnisse durch das Neckarprivileg von 1333 hat es wohl keine Furt mehr gegeben und der Weg in die Stadt führte über die etwas nördlicher gelegene Neckarbrücke, wodurch sich der Knick nach Norden im Straßenverlauf nahe dem Neckar erklären würde.
Die Befestigung der Straße und die Bebauung der Parzellen gehen auf die Entstehung der Bahnhofsvorstadt im Lauf des 19. Jahrhunderts zurück. 1834 befanden sich längs der Straße noch hauptsächlich Gärten. Das Schießhaus lag weit außerhalb der sonstigen Bebauung und westlich des Neckars passierte die Straße ab ihrem Knick nach Norden den städtischen Zimmerplatz und einige wenige umliegende Gebäude. 1858 war die Bebauung vor dem Brückentor dichter geworden. Mit dem Ausbau der Bahnhofstraße 1877 trat die Frankfurter Straße in ihrer Verkehrsbedeutung bald hinter diese zurück. Ihren heutigen Namen hat sie bereits vor 1879 erhalten. Bis um 1900 war die Straße zwischen Schießhaus und Neckarbrücke durchgängig bebaut. Nach schweren Schäden durch die Luftangriffe auf Heilbronn im Zweiten Weltkrieg ist das heutige Straßenbild vor allem von mehrstöckigen Wohn- und Geschäftsbauten aus der zweiten Hälfte des 20. Jahrhunderts geprägt.
Die heutige Frankfurter Straße beginnt, zunächst als Fußweg, am Kurt-Schumacher-Platz bzw. der Bahnhofstraße. Sie führt anfangs nach Südwesten, dann nach Westen bis zur Theresienwiese. Dort mündet sie in die östlich an der Theresienwiese entlang führende Straße, die südlich dieser Einmündung Theresienstraße heißt, nördlich der Einmündung hingegen Hafenstraße. Wenige Hundert Meter vor der Theresienwiese mündet die Bahnhofstraße beim Alten Milchhof in die Frankfurter Straße. Querstraßen der Frankfurter Straße sind die Olgastraße, die Mozartstraße und die Weststraße (K 9557). Die Frankfurter Straße ist beim Schießhaus ein reiner Fußweg und daher nicht durchgehend befahrbar.

## Bebauung

### Frankfurter Str. 3
An der Frankfurter Straße 3 befand sich von 1955 bis 1973 das Lichtspieltheater Capitol.

### Frankfurter Str. 9
An der Frankfurter Straße 9 und 9a befand sich das Gasthaus zum Ritter. Bauherr war der Wirt David Gumbrecht. Später war die Familie Mannheimer Eigentümer. Das 1938 arisierte Haus wollte die Stadt Heilbronn erwerben; es ging aber 1941 in den Besitz des Reichsfiskus über. Von 1952 bis 1960 erfolgte ein Rückerstattungsverfahren.

### Frankfurter Str. 18

#### Geschichte

Haus Louis Marx (Der Profanbau, 1907)

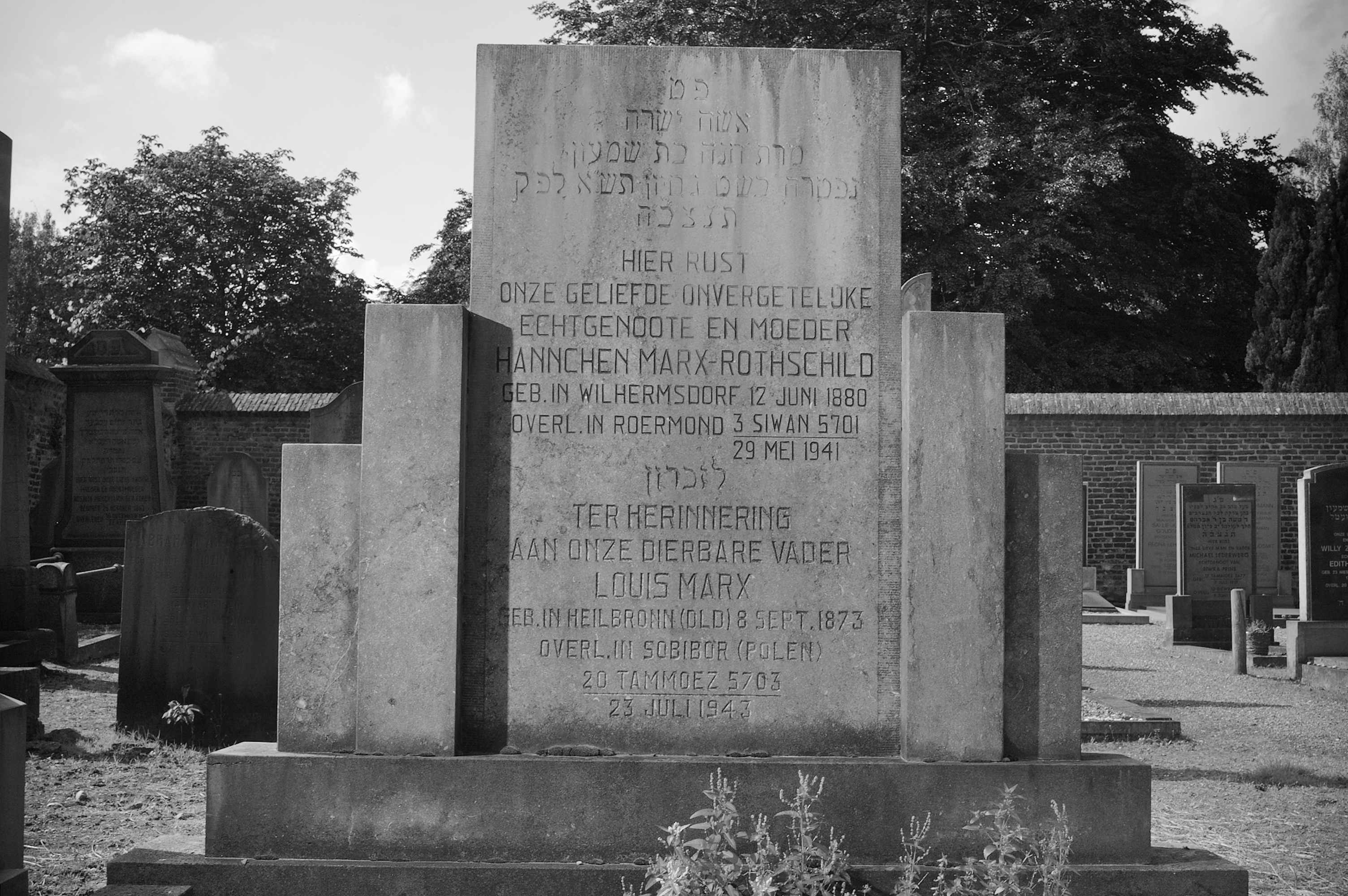
Grabstein Hannchen und Louis Marx auf dem jüdischen Friedhof Roermond, der mit seinen Grabsteinen als Kulturerbe gilt („begraafplaats als cultureel erfgoed“ „Nieuwe Joodse begraafplaats Roermond […] cultureel erfgoed“).

An der Frankfurter Str. 18 befand sich ein im Jahre 1906 nach Entwürfen von Emil Beutinger und Adolf Steiner erbautes Haus.
Die Giebelfassade war zum Kaiser-Friedrich-Platz ausgerichtet und wurde von einem mittig angelegten Konsolerker mit Zwiebeldachbekrönung, der sich über zwei Geschosslagen erstreckte, wesentlich geprägt. Im Untergeschoss befanden sich Ladenräume, deren große Schaufenster mit Rundbogen die massive architektonische Gliederung der restlichen Architektur etwas auflockerten. Flankiert wurden die Schaufenster jeweils von einem Eingang mit Rundbogenabschluss. Das Gebäude wurde 1907 in der Fachzeitschrift Der Profanbau abgebildet. Zudem erfolgte 1909 eine Rezeption in Das Deutsche Haus II. Serie, wo neben einer kolorierten Fotografie auch Aufrisse von der Seite und von vorne sowie Grundrisse von verschiedenen Geschossen auf den Tafeln 25 und 26 sehen sind.
Bauherr war Louis (Lewi) Marx (geb. 8. September 1873 in Heilbronn; gest. 23. Juli 1943 in Sobibor). Das Anschriftenbuch der Stadt Heilbronn am Neckar 1938/39 notiert für Frankfurter Straße 18: „Marx Ludwig, Kaufmann (1.OG) - Huber & Bierhalter, vorm. Marx, Emil ohG, Metzgereiartikel - Bierhalter, Ludwig, Kaufmann (2.0G) - Rieker, Karl, Kaufmann (3.OG).“ Marx Ludwig war der Eigentümer. Am 28. Dezember 1938 musste er das Gebäude an der Frankfurter Straße 18 und 18a an die Stadt Heilbronn verkaufen. Der Wert des Hauses betrug 75.000 Reichsmark, er musste es aber wegen der sogenannten Arisierung im Dritten Reich für 55.000 Reichsmark verkaufen. 1948 erfolgte ein Rückerstattungsverfahren für das Anwesen Frankfurter Straße 18 und 18a, das 1966 durch einen Vergleich abgeschlossen wurde. Es wurde durch die beiden Söhne veranlasst, die die Anspruchsberechtigten des Hauses Frankfurter Straße 18 waren: Herbert Leo Marx und Martin Marx. Das Areal wird aktuell nach einem Entwurf von Endemann Architekten überbaut (Stand 2015).

#### Nutzung des Hauses
Das Haus wurde als Betrieb für Darm- u. Gewürzgroßhandel sowie Fleischereibedarf von der 1905 gegründeten Emil Marx & Co. OHG genutzt. Das jüdische Unternehmen war überregional tätig. Der Kundenkreis erstreckte sich auf Orte in zahlreichen Städten im Gebiet der heutigen deutschen Bundesländer Baden-Württemberg und Bayern. Das jüdische Unternehmen Emil Marx & Co. wurde im Rahmen der Arisierung am 28. Februar 1938 an Huber & Bierhalter veräußert. Die Chronik der Stadt Heilbronn notiert für Donnerstag, den 15. März 1945: „Die Warenausgabe der Darmgroßhandlung Huber & Bierhalter (bisher Frankfurter Straße 18 und 18a) erfolgt in der Tiroler Straße 10.“ Einige Blechdosen der Fa. Emil Marx & Co, Großhandlung für Gewürze, Därme und Metzgereibedarf und Fa. Eisig & Marx werden im Heilbronner Haus der Stadtgeschichte ausgestellt.

### Frankfurter Str. 26
Das Haus Frankfurter Straße 26 (1885–1913) wurde nach einem Entwurf von Hermann Maute & Theodor Moosbrugger erbaut. Es gehörte Emil Marx und nach dessen Tod seiner Witwe Fanny Marc. Sie hinterließ das Haus ihren beiden Söhnen Ludwig Marx und Benno Marx. In der Nachkriegszeit wiederaufgebaut, wurde das Haus zugunsten des Neubaus der Volksfürsorge AG im Jahre 1974 abgebrochen.

### Frankfurter Str. 38
An der Frankfurter Str. 38 befand sich der Gasthof zum Kaiser Friedrich. Das Gebäude gehörte Berta Schmidt.

### Frankfurter Str. 65
An der Frankfurter Str. 65 befindet sich das denkmalgeschützte Schießhaus, erbaut 1769/1771 nach Entwürfen des Baumeisters Johann Christoph Keller mit Stuckarbeiten von Johann Sigismund Hezel und Malereien von Sebastian Holzhey.

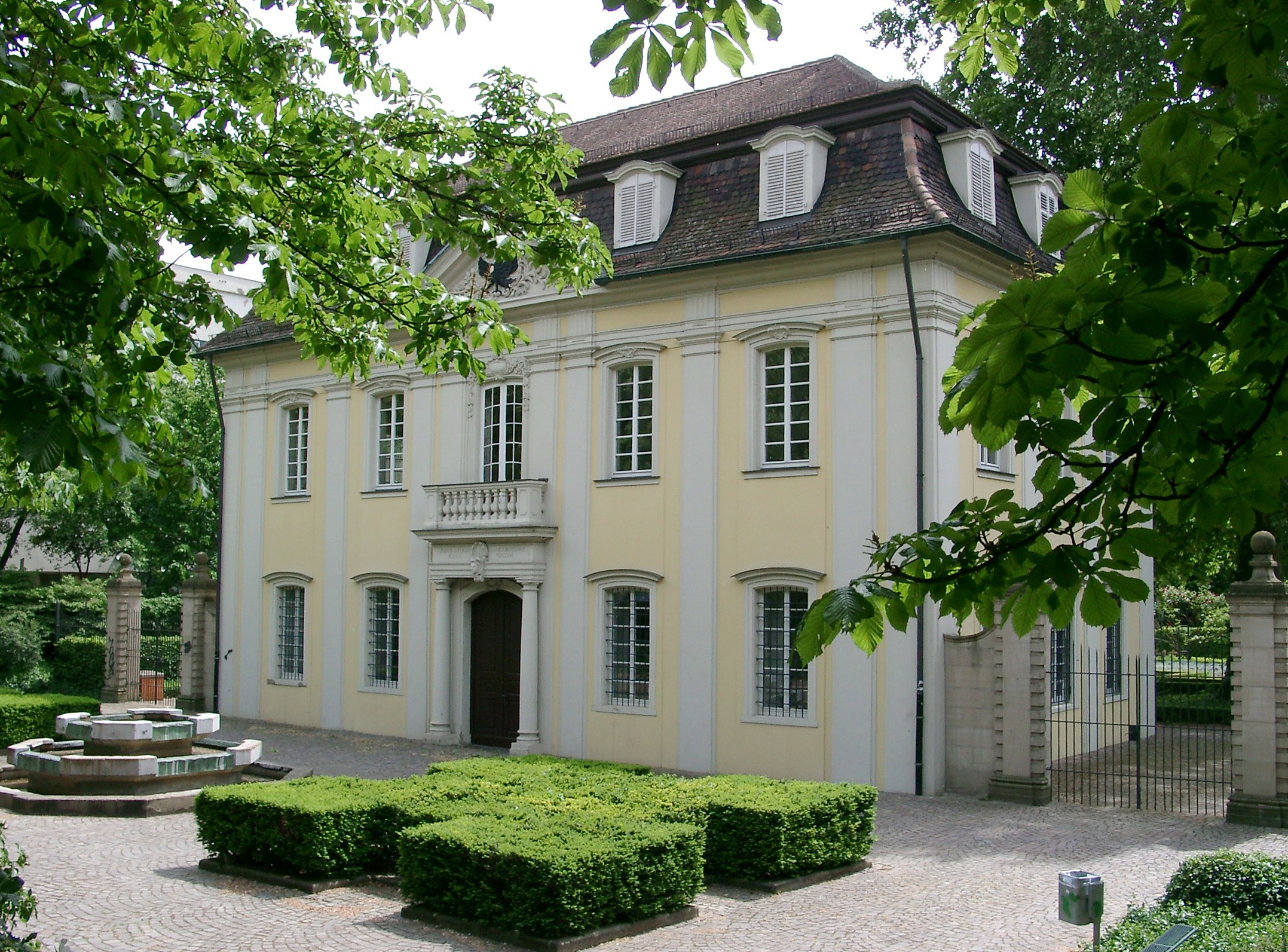
Schießhaus in Heilbronn
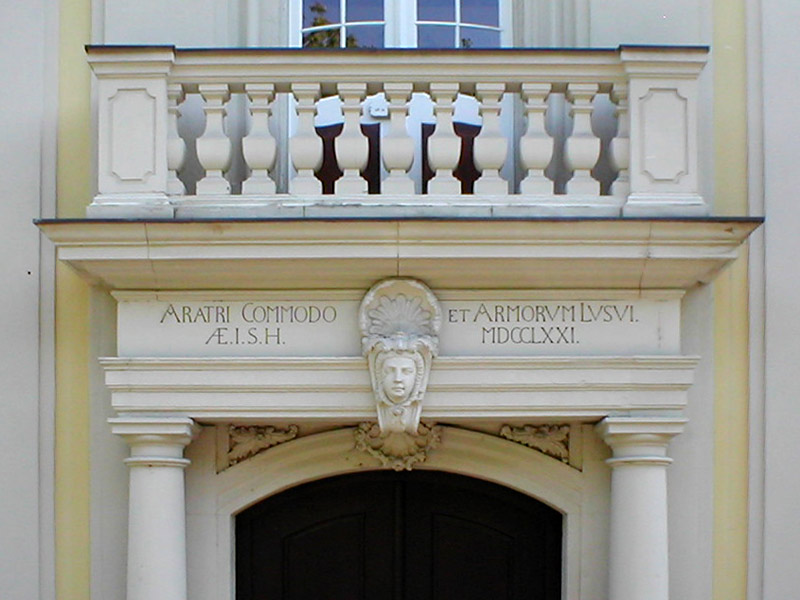
Portalinschrift mit Datierung 1771
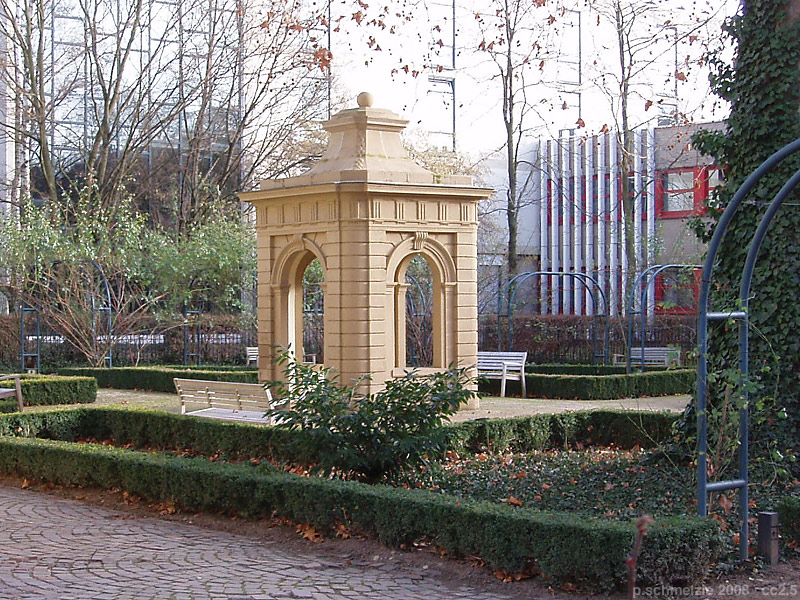
Pavillon beim Schießhaus

### Frankfurter Str. 66
An der Frankfurter Str. 66 – Ecke Bahnhofstraße befand sich von 1887 bis 1972 ein Fachwerkhaus im Stil des Historismus, das als Steuerwachhaus (später als Verbrauchssteuer-Station) genutzt wurde.

### Frankfurter Str. 75
Der Alte Milchhof wurde nach Entwürfen des städtischen Hochbauamts unter Stadtbaurat G. Scherer im Jahre 1925 erbaut.

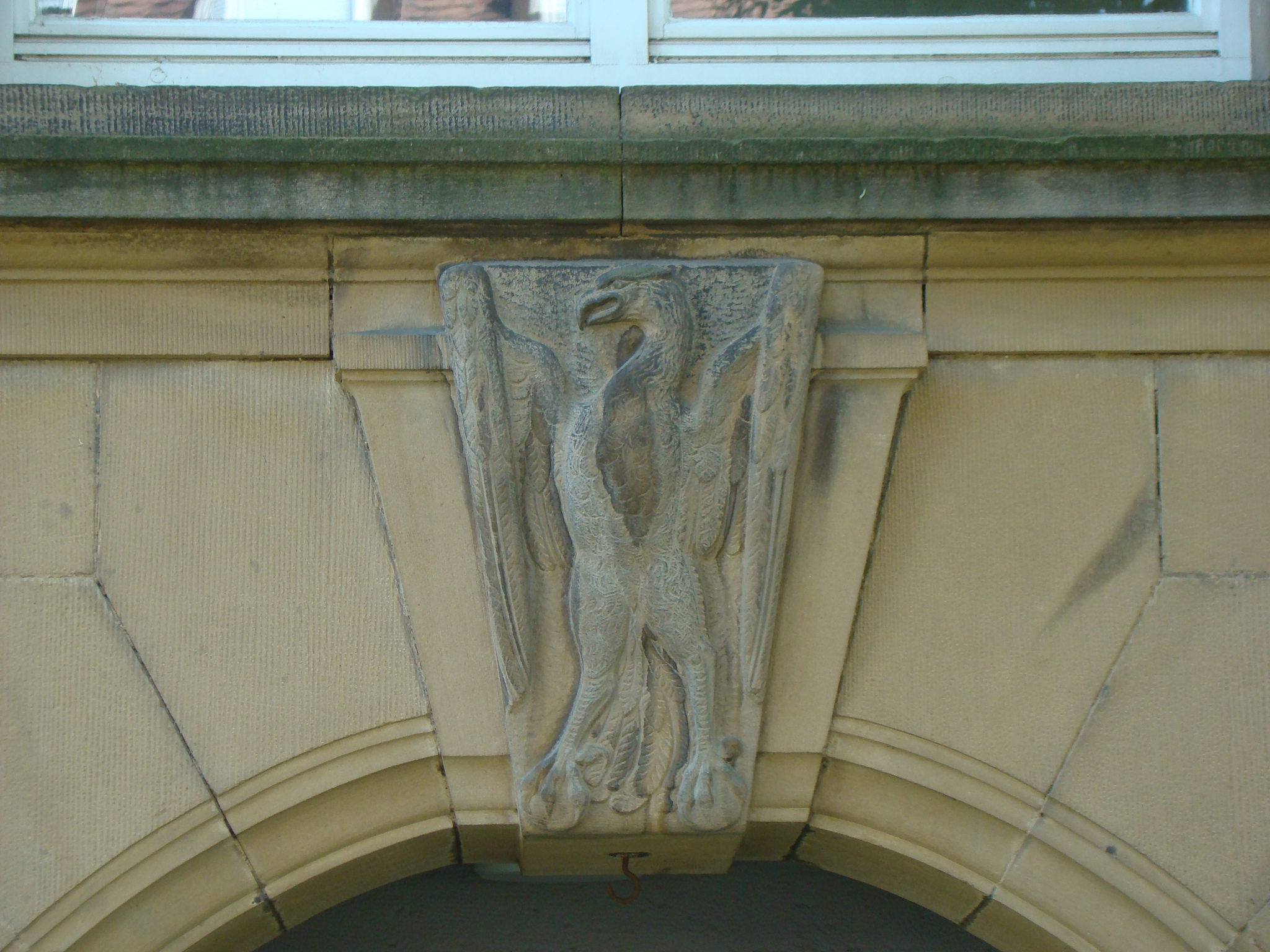
Milchhof, Dekor
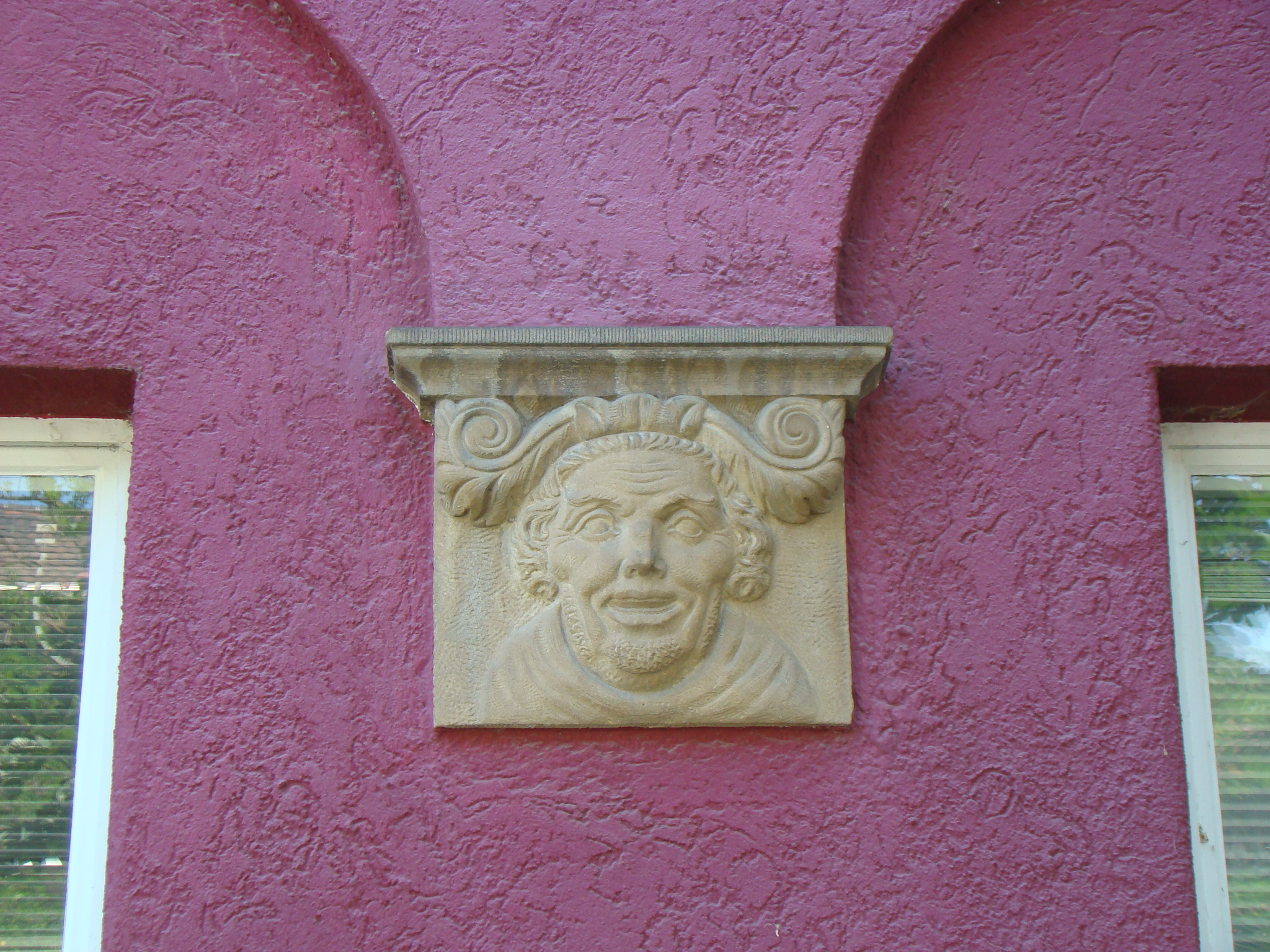
Milchhof, Dekor
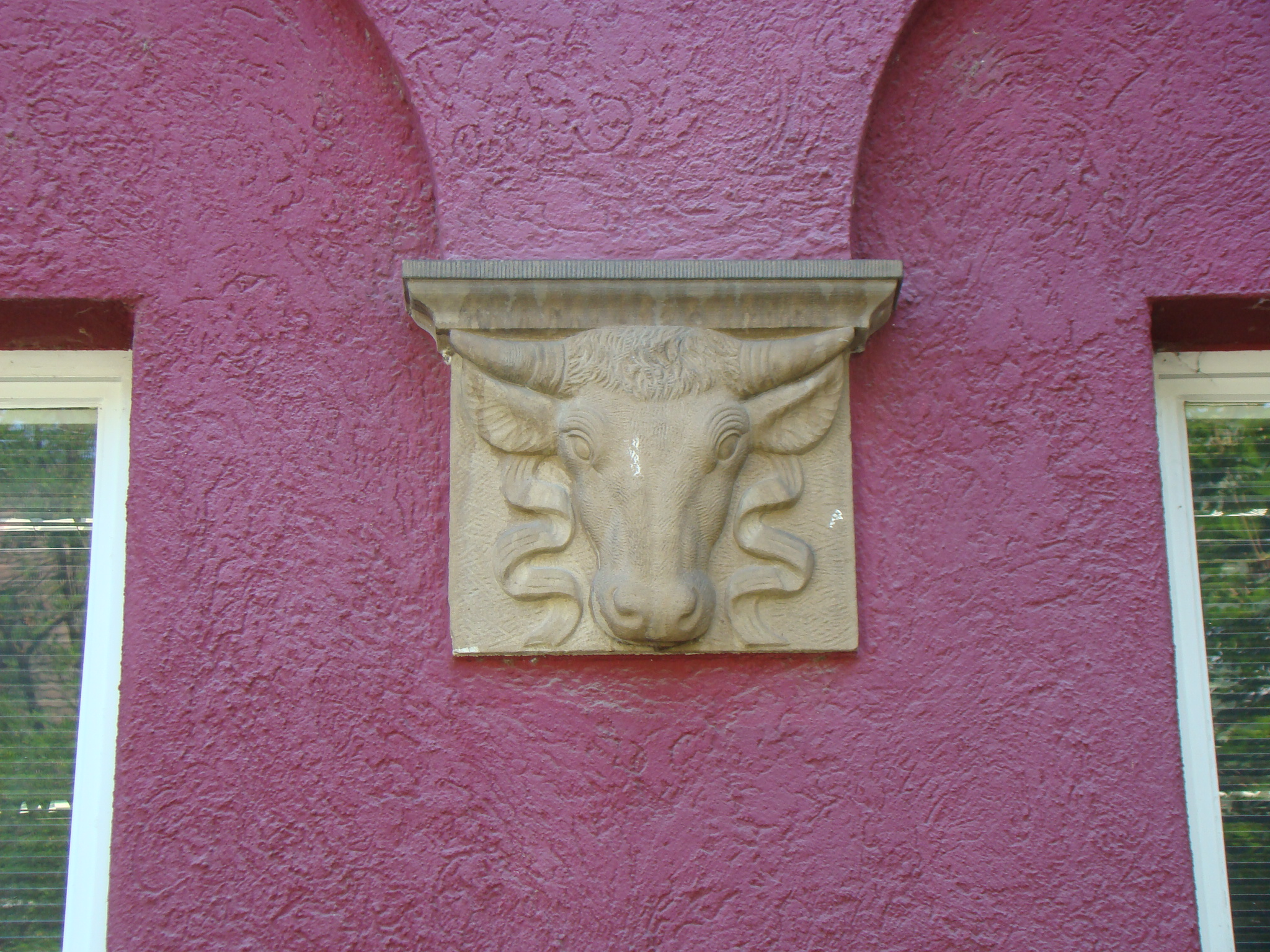
Milchhof, Dekor
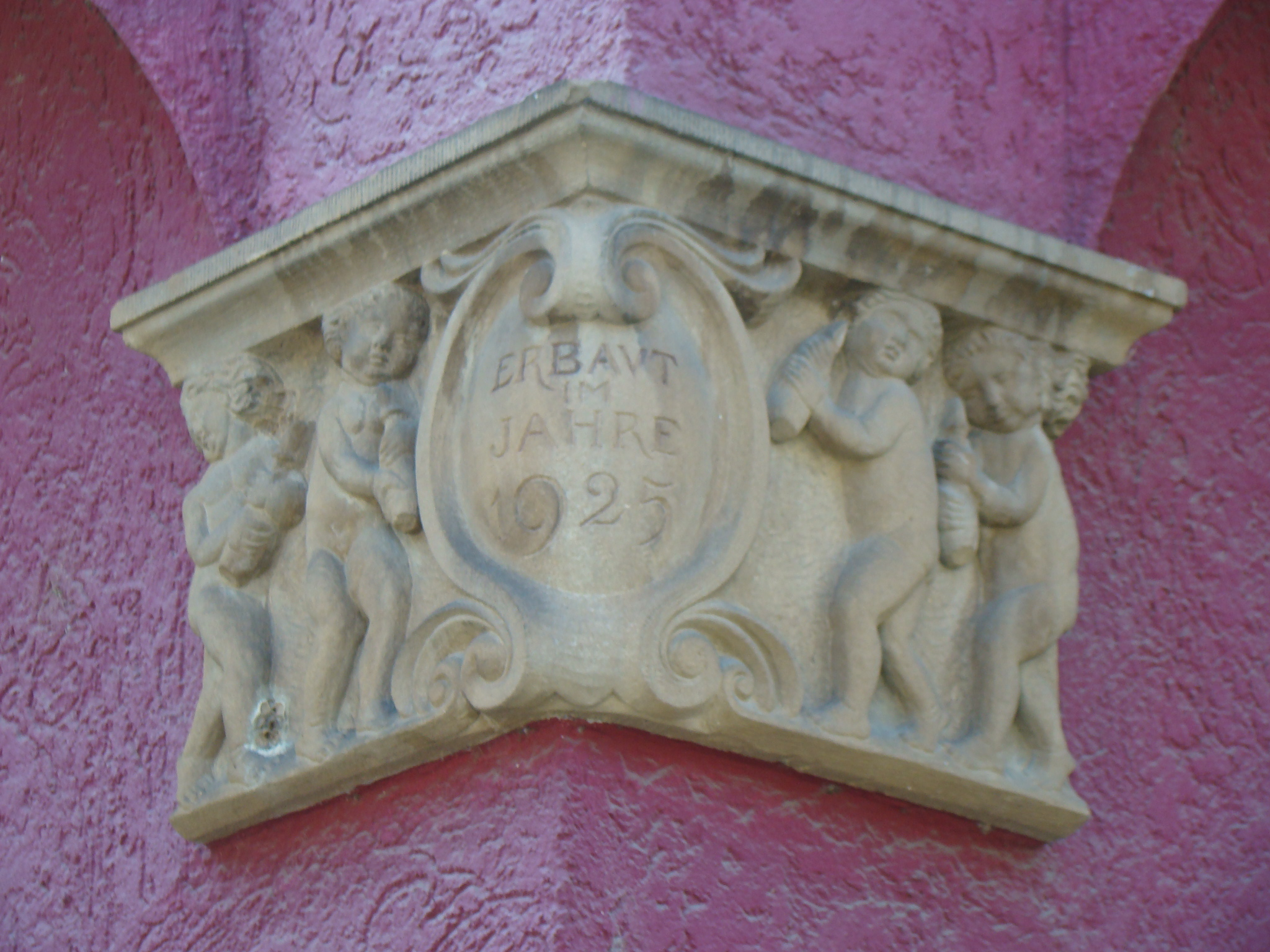
Milchhof, Dekor

### Frankfurter Str. 83/85
An der Frankfurter Str. 83/85 befindet sich der Alte Schlachthof, der 1880/1898 nach Plänen des Städtischen Hochbauamtes Heilbronn im Stil der Neorenaissance erbaut wurde. Der Gebäudekomplex besteht aus drei denkmalgeschützten Gebäuden: der Gaststätte, der Großviehschlachthalle sowie einem Büro- und Wohngebäude, in dem das Veterinäramt beheimatet war. In der Nachkriegszeit wurde die städtische Gaststätte Schlachthof von 1945 bis 1959 von Christian Schaich geführt. Von 1960 bis 1965 wurde die Gaststätte von Luise und Karl Schaich geführt. Ab 1965 führten Max und Gertrud Altmannshofer das Lokal und erwarben später im Jahre 1971 das Gebäude. Oliver Altmannshofer, der in dritter Generation dieses Lokal führte, veräußerte das denkmalgeschützte Haus an die Akademie für Kommunikation (AfK) Baden-Württemberg. Der Akademie gehört seit 1993 die Schlachthalle. Nach den Bauarbeiten sollte ab Herbst 2012 im Gebäude der neue Standort der Akademie der IFH sein.

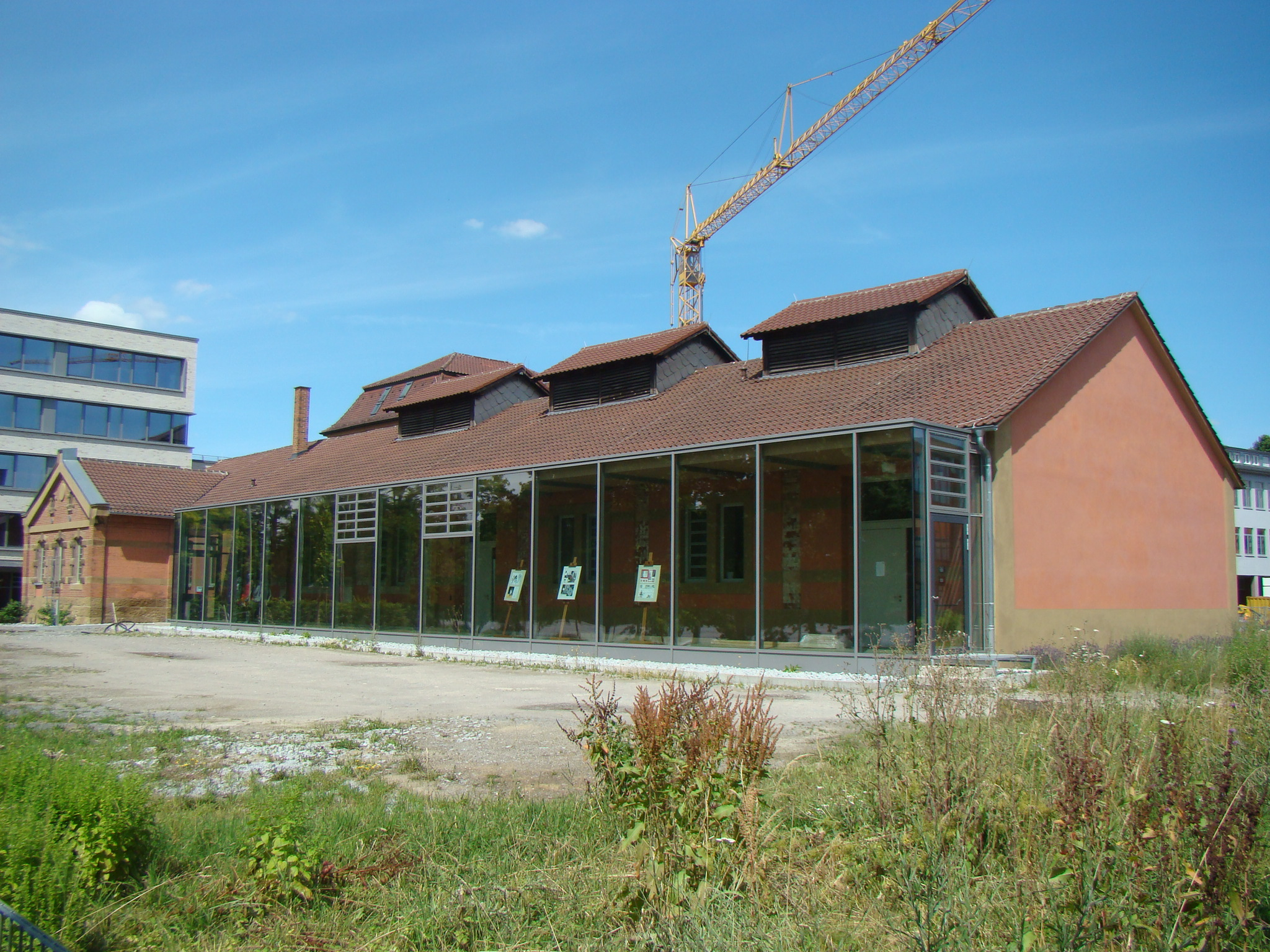
Großviehschlachthalle
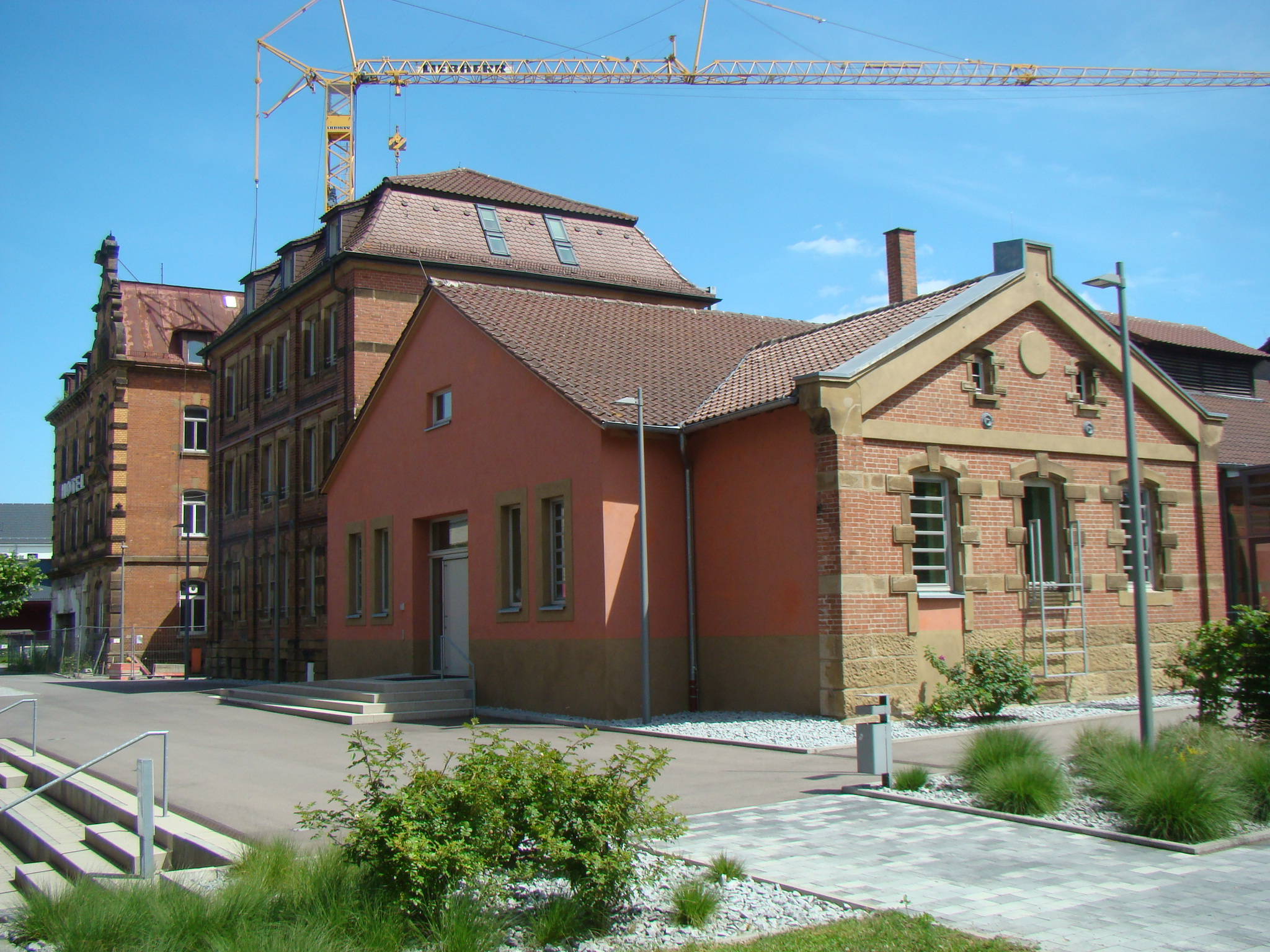
Großviehschlachthalle und Büro- und Wohngebäude, in dem das Veterinäramt beheimatet war
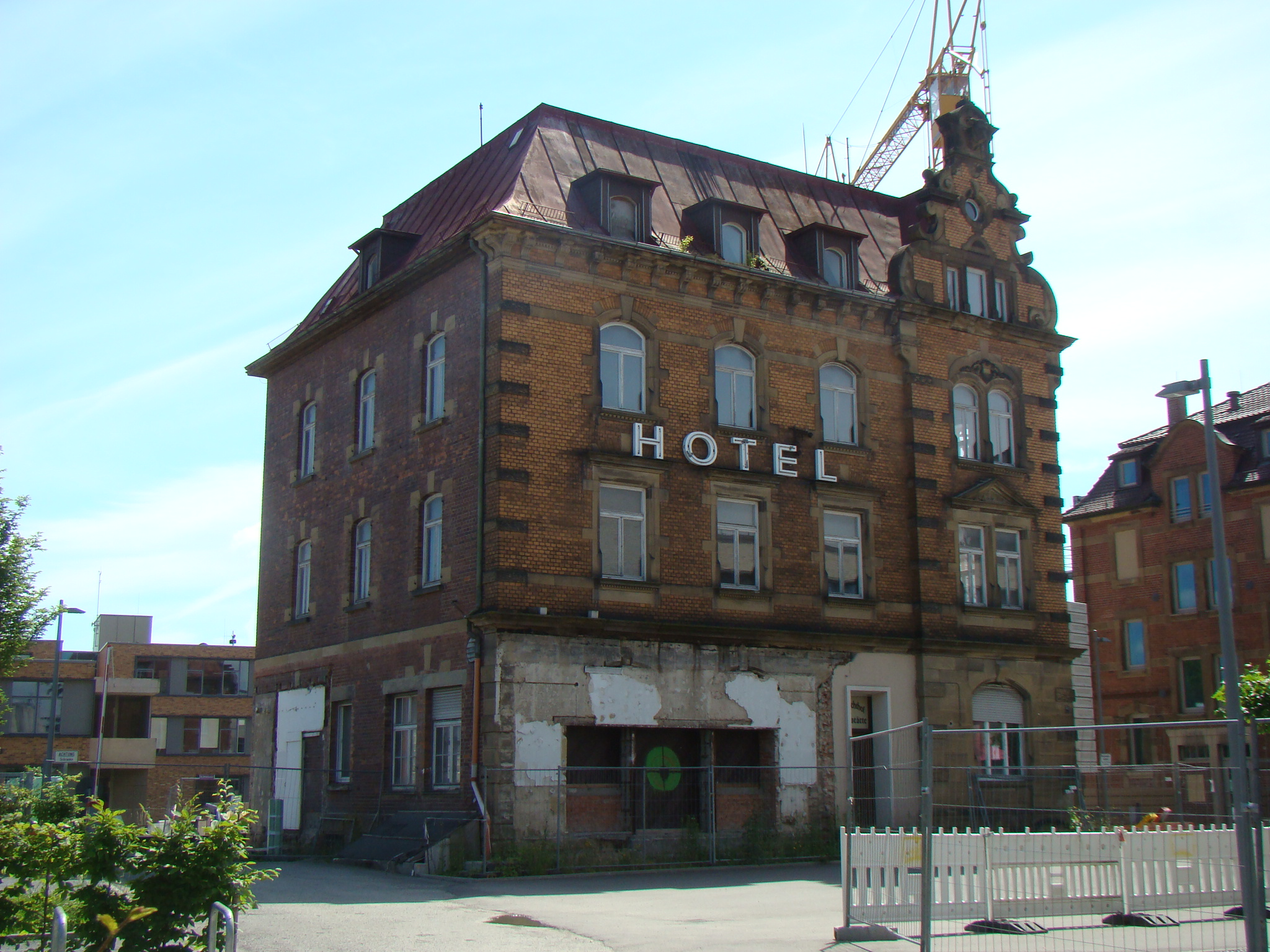
Schlachthof wird restauriert. Die Gaststätte als Vorbau wurde inzwischen abgebrochen.
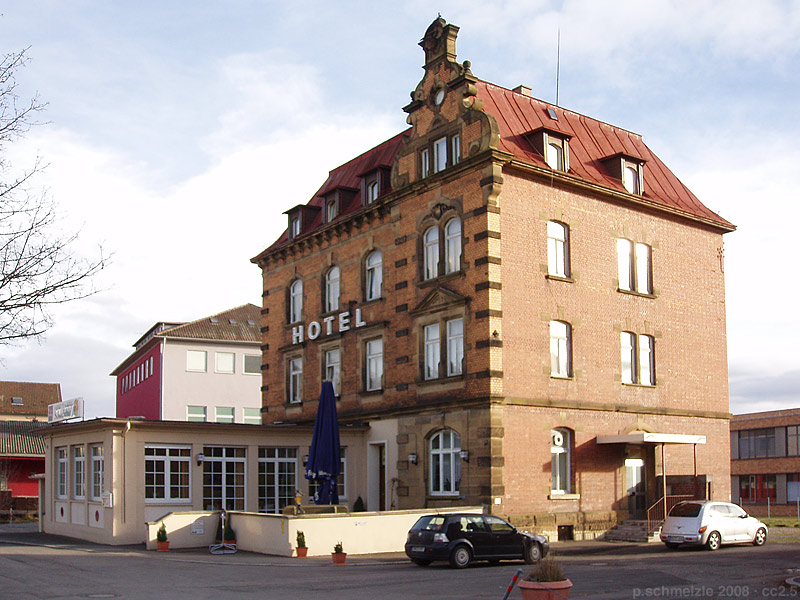
Schlachthof-Gaststätte an der Frankfurter Straße 83 in Heilbronn, erbaut zwischen 1880 und 1898